# 宝塚歌劇団49期生
宝塚歌劇団49期生（たからづかかげきだん49きせい）とは、1961年（昭和36年）に宝塚音楽学校に入学し、1963年（昭和38年）に卒業。同年、宝塚歌劇団に入団し、『花詩集1963年』で初舞台を踏んだ62人を指す。

## 概要
この期には2代目・糸井しだれ、タレントの郷ちぐさ（元雪組トップスター）、女優・歌手の大滝子（元月組トップスター）、女優の榛名由梨（元月・花組トップスター、最終所属・専科）らが入団した。

## 一覧
| 芸名         | 読み仮名          | 誕生日   | 出身地           | 出身校                       | 芸名の由来                           | 愛称                      | 役柄 | 退団年 | 備考                                       |
| ------------ | ----------------- | -------- | ---------------- | ---------------------------- | ------------------------------------ | ------------------------- | ---- | ------ | ------------------------------------------ |
| 明海千春     | あけみ ちはる     | 3月28日  | 兵庫県明石市     | 神戸山手学園                 | 出生地・明石海峡                     | タメちゃん                |      | 1967年 |                                            |
| 明宮麗子     | あけみや れいこ   | 10月25日 | 東京都           | 桜華高等学校                 | 父が考案                             | ユキちゃん                |      | 1965年 |                                            |
| 芦笛まり     | あしぶえ まり     | 3月15日  | 東京都           | 梅花学園                     | 居住地に因む                         | ノリコちゃん ノンちゃん   |      | 1964年 |                                            |
| 芦屋をとめ   | あしや おとめ     | 12月25日 | 神奈川県横浜市   | 成美学園                     | 評論家・荻原雪夫が命名               | デコちゃん コーラ         |      | 1969年 | 娘は北嶋麻実                               |
| 飛鳥京子     | あすか きょうこ   | 10月23日 | 大阪府大阪市     | 相愛学園                     | 恩師が命名                           | シロ                      |      | 1966年 |                                            |
| 東路光       | あずまじ ひかる   | 1月28日  | 神奈川県鎌倉市   | 鎌倉女学院                   | 両親が命名                           | チーナ                    |      | 1966年 | 姉は由比碧                                 |
| 天見有子     | あまみ ゆうこ     | 12月11日 | 大阪府大阪市     | 相愛学園                     | 母が命名                             | ウッちゃん                |      | 1965年 |                                            |
| 糸井しだれ   | いとい しだれ     | 8月21日  | 大阪府茨木市     | 大阪府立島上高等学校         | 叔母（初代・糸井しだれ）の芸名を貰う | カヨちゃん                |      | 1966年 |                                            |
| 彩奈奈子     | いろどり ななこ   | 7月17日  | 静岡県静岡市     | 武庫川学院                   |                                      | ヒデコちゃん              |      | 1965年 |                                            |
| 岩代千奈波   | いわしろ ちなみ   | 7月22日  | 大阪府大阪市     | 相愛学園                     |                                      | オハル                    |      | 1976年 | 改名後・啓華世（けい はなよ）              |
| 江梨みちよ   | えり みちよ       | 10月12日 | 鹿児島県         | 啓明女学院中等部             | 知人の名を貰う                       | ユミ                      |      | 1967年 |                                            |
| 大川ひでみ   | おおかわ ひでみ   | 6月14日  | 大阪府大阪市     | 大阪市立平野中学校           | 本名                                 | ヒデミちゃん              |      | 1968年 |                                            |
| 折鶴三千代   | おりづる みちよ   | 5月13日  | 兵庫県神戸市     | 芦屋女子学園                 | 水野成夫が命名                       | エッちゃん                |      | 1968年 |                                            |
| 加咲晴美     | かざき はるみ     | 1月15日  | 兵庫県津名郡     | 神戸松蔭女子学院             | 花の如く舞に加わり晴れやかに美しく   | アコちゃん アッコちゃん   |      | 1968年 |                                            |
| 萱二葉       | かや ふたば       | 9月4日   | 東京都           | 千代田女学園                 | 両親が考案                           | ボンコちゃん              |      | 1966年 |                                            |
| 久慈かをり   | くじ かおり       | 8月12日  | 大阪府貝塚市     | 帝塚山学院                   | 家族で考案                           | キタモッちゃん ミッちゃん |      | 1967年 |                                            |
| 国さゆり     | くに さゆり       | 2月29日  | 東京都           | 東宝芸能学校                 | 両親が命名                           | クンちゃん                |      | 1965年 | 姉は国浩実                                 |
| 久美栄       | くみ さかえ       | 2月26日  | 大阪府大阪市     | 梅花学園                     | 恩師が命名                           | オハナちゃん              |      | 1966年 |                                            |
| 郷ちぐさ     | ごう ちぐさ       | 9月15日  | 高知県土佐清水市 | 清水中学校                   | 家族で考案                           | チャッチー ボク           | 男役 | 1972年 |                                            |
| 上路里花     | こうじ りか       | 5月4日   | 東京都           | 恵泉女学院                   | 母が考案                             | コーちゃん レイちゃん     |      | 1968年 |                                            |
| 近衛杏       | このえ あんず     | 12月10日 | 兵庫県神戸市     | 神戸市立鷹匠中学校           | 劇作家・北条秀司が命名               | ナオちゃん バンビー       |      | 1973年 | 姉は近衛真理                               |
| 小雪ひかる   | こゆき ひかる     | 1月20日  | 福島県福島市     | 福島女子高等学校             | 尊師が命名                           | アベちゃん                |      | 1967年 | 娘は草凪佑季                               |
| 嵯峨かおる   | さが かおる       | 6月14日  | 京都府京都市     | 洛東高等学校                 | 出生地に因む                         | キミちゃん 金太郎ちゃん   |      | 1966年 |                                            |
| 五月圭子     | さつき けいこ     | 9月13日  | 大阪府池田市     | 梅花学園                     | 出身地の地名                         | キタちゃん キタコちゃん   |      | 1969年 |                                            |
| 里麻莉子     | さと まりこ       | 3月3日   | 兵庫県神戸市     | 松蔭女子学院                 | 知人が命名                           | タッチン                  |      | 1968年 |                                            |
| 佐保ひかり   | さほ ひかり       | 11月11日 | 大阪府大阪市     | 聖母女学院                   | 小田実が命名                         | タッチン                  |      | 1965年 |                                            |
| 沙和光里     | さわ みさと       | 5月5日   | 神奈川県横浜市   | 神奈川学園                   | 知人が命名                           | ワコ                      |      | 1965年 |                                            |
| 汐路朝子     | しおじ あさこ     | 3月29日  | 神奈川県横浜市   | 雙葉学園                     | 蘆原英了が命名                       | マッちゃん                |      | 1976年 |                                            |
| 志吹立美     | しぶき たつみ     | 4月9日   | 東京都           | 小野学園                     |                                      | ココ                      |      | 1966年 | 改名後・志吹直美（しぶき なおみ）          |
| 白滝美沙子   | しらたき みさこ   | 10月3日  | 大阪府豊中市     | 梅花学園                     | 父が命名                             | おねえちゃん              |      | 1966年 |                                            |
| 姿美々       | すがた みみ       | 6月17日  | 神奈川県         | 逗子中学校                   | 尊師が命名                           | ニヨちゃん                |      | 1969年 |                                            |
| 朱雀ひろみ   | すざく ひろみ     | 12月9日  | 三重県桑名市     | 東京上野学園                 | 尊師が命名                           | タカ                      |      | 1972年 | 妹は朱雀美保                               |
| 園美咲       | その みさき       | 11月11日 | 神奈川県横浜市   | 横浜女子高等学校             | 白井鐵造が命名                       | チョーコ                  |      | 1967年 |                                            |
| 大滝子       | だい たきこ       | 10月20日 | 神奈川県横浜市   | 法政大学附属女子高等学校     | 大滝愛子が命名                       | ダイちゃん                | 男役 | 1976年 | 退団後は光原エミカ（大 多貴子）名義で活動  |
| 竹里早代     | たけざと さよ     | 4月15日  | 大阪府大阪市     | 帝塚山学院                   | 尊師が命名                           | サッちゃん サチコ         |      | 1970年 | 日本舞踊・藤間勘早知                       |
| 珠梨英       | たま りえ         | 10月16日 | 東京都           | 昭和女子大学附属昭和高等学校 | 祖父が命名                           | リレコ ヒデコちゃん       |      | 1967年 | 夫は演出家の柴田侑宏                       |
| 千里万里     | ちさと まり       | 5月27日  | 東京都           | 山脇学園                     | 父が命名                             | ドンちゃん                |      | 1965年 |                                            |
| 千城登       | ちしろ のぼる     | 7月3日   | 大阪府大阪市     | 相愛学園                     | 大阪府史跡・千早城                   | タケ ミエ                 |      | 1966年 |                                            |
| 千歳めぐみ   | ちとせ めぐみ     | 1月19日  | 鳥取県鳥取市     | 鳥取南中学校                 | いつまでも恵まれているように         | チコちゃん                |      | 1964年 |                                            |
| 椿るみ       | つばき るみ       | 12月5日  | 京都府宮津市     | 宮津中学校                   |                                      | フッちゃん                |      | 1977年 | 改名後・椿友里（つばき ゆり） 姉は麻月鞠緒 |
| 桃香こみち   | とうか こみち     | 3月22日  | 兵庫県宝塚市     | 梅花学園                     | 「論語」より恩師が命名               | ミチ                      |      | 1967年 |                                            |
| 名城久仁子   | なしろ くにこ     | 3月16日  | 愛知県名古屋市   | 椙山学園                     | 出身地に因む                         | オミズ                    |      | 1968年 |                                            |
| 匂京子       | におう きょうこ   | 8月9日   | 大阪府大阪市     | 梅花学園                     | 知人の教師が命名                     | ミロク                    |      | 1967年 |                                            |
| 初城美紗保   | はつしろ みさお   | 4月15日  | 岡山県岡山市     | 操山高等学校                 | 尊師が命名                           | ミエちゃん オテラ         |      | 1966年 |                                            |
| 初日富士子   | はつひ ふじこ     | 9月1日   | 大阪府池田市     | 梅花学園                     |                                      | ハッピー モンちゃん       |      | 1971年 | 改名後・八洲千浪（やしま ちなみ）          |
| 花小路諄     | はなこうじ じゅん | 9月5日   | 兵庫県神戸市     | 松蔭女子学院                 | 尊師が命名                           | ジョー                    |      | 1980年 |                                            |
| 薔薇千香子   | ばら ちかこ       | 9月20日  | 和歌山県御坊市   | 大阪女学院                   | 尊師が命名                           | カリ                      |      | 1966年 |                                            |
| 榛名由梨     | はるな ゆり       | 8月19日  | 兵庫県三田市     | 大社中学校                   | 日本海軍 巡洋艦 「榛名」 に因む      | ショーちゃん              | 男役 | 1988年 |                                            |
| 藤園さとみ   | ふじその さとみ   | 10月4日  | 東京都大田区     | 金城学院                     | 家族で考案                           | オムコ                    |      | 1980年 |                                            |
| 冬樹幸       | ふゆき さち       | 9月29日  | 福岡県福岡市     | 武庫川学院                   | 雪に因み 上級生が選定                | オトミ トミちゃん         |      | 1965年 |                                            |
| 穂高しげ美   | ほだか しげみ     | 12月4日  | 愛知県名古屋市   | 金城学院                     |                                      | ゴクちゃん                |      | 1967年 |                                            |
| 保月香       | ほづき かおり     | 10月18日 | 大阪府           | 武庫川学院                   | 尊師の一字 を貰う                    | ベッシィ                  |      | 1965年 |                                            |
| 萬千光       | まち ひかる       | 1月1日   | 奈良県大和高田市 | 大阪清水谷高等学校           | 白井鐵造が命名                       | マチコ マンちゃん         |      | 1972年 | 妹は萬千みのる                             |
| 水の瀬あきら | みずのせ あきら   | 8月27日  | 兵庫県西宮市     | 園田学園                     | 家族で考案                           | エンちゃん                |      | 1979年 |                                            |
| 御園ちさと   | みその ちさと     | 4月16日  | 広島県広島市     | 広島女学院高等学校           | 尊師が命名                           | シマちゃん マサコちゃん   |      | 1967年 |                                            |
| 緑珠貴       | みどり たまき     | 9月10日  | 東京都           | 梅花学園                     | 家族で考案                           | キクッちゃん              |      | 1968年 |                                            |
| 弥栄みつる   | やさか みつる     | 1月13日  | 東京都           | 東京女学館                   | 尊敬する人の字 を貰う                | シゲちゃん                |      | 1965年 |                                            |
| 山路ひろみ   | やまじ ひろみ     | 7月26日  | 鳥取県米子市     | 米子西高等学校               | 知人が命名                           | オダちゃん ヒロミちゃん   |      | 1968年 |                                            |
| 山水美幸     | やまみず みゆき   | 10月10日 | 東京都立川市     | 桐朋女子学園                 | 出身校に因む                         | ミコちゃん                |      | 1966年 |                                            |
| 結城龍美     | ゆうき たつみ     |          |                  |                              |                                      |                           | 男役 | 不明   |                                            |
| 弓月桂       | ゆづき かつら     | 9月15日  | 岐阜県岐阜市     | 岐阜商業高等学校             | 尾上松禄が命名                       | キリちゃん                |      | 1969年 | 姉は鮎川三鶴・鮎川三知代                   |
| 夢煌         | ゆめ きらら       | 7月25日  | 東京都           | 山脇学園                     | 柴田睦陸が命名                       | サザエ                    |      | 1966年 |                                            |